# Sistema FIRJAN
A Firjan é uma organização privada e sem fins lucrativos, com mais de 7.500 empresas associadas. Sua missão é “promover competitividade empresarial, educação e qualidade de vida do trabalhador da indústria e de toda a sociedade, contribuindo para o desenvolvimento sustentável do estado do Rio”. A Firjan é composta por cinco instituições que trabalham de forma integrada para o crescimento da indústria fluminense. Juntas, Firjan, Firjan CIRJ (Centro Industrial do Rio de Janeiro), Firjan SESI, Firjan SENAI  e Firjan IEL promovem ações nos níveis econômico, político e social para garantir uma posição de destaque para o estado no cenário nacional. Todas as instituições se caracterizam hoje fortemente como prestadoras de serviços às empresas e à sociedade.

## Atuação
A Firjan e suas instituições trabalham em diversas frentes em prol do empresariado fluminense e da sociedade. Isso pode ser visto, por exemplo, em seu esforço para:
- Flexibilizar a legislação trabalhista, “aumentar a competitividade da indústria brasileira e criar mais empregos";[2]
- Liberar, na alfândega, as importações e exportações de seus associados em portos e aeroportos do Rio;[3]
- Estimular a prática de exercícios entre a população;[4]
- Qualificar profissionais para ingressar no mercado de trabalho;[5]
- Promover o empreendedorismo e a inovação;[6]

De forma geral, a Firjan como um todo sempre age levando em consideração três grandes pilares: competitividade industrial, educação e qualidade de vida.

### Competitividade empresarial
Voltada para o campo da economia e do desenvolvimento sustentável empresarial, refere-se a temas que vão de análises micro & macroeconômicas e investimentos (como o Decisão Rio, estudo sobre as intenções de investimento no Estado do Rio de Janeiro) a estudos segmentados em áreas como energia elétrica, banda larga, gás natural e nanotecnologia (a Série Quanto Custa, por exemplo, faz um levantamento de custos com os quais a indústria nacional precisa arcar, levando à perda da competitividade). E se o interesse é a gestão fiscal e o desenvolvimento dos municípios do Brasil, existem os estudos Índice Firjan de Gestão Fiscal (IFGF) e Índice Firjan de Desenvolvimento Municipal (IFDM), respectivamente.
Além disso, a Firjan premia boas práticas industriais e oferece consultoria para empresas de todos os portes, nos mais diversos campos (tais como jurídico e ambiental). Em todas as suas ações, seu objetivo é incentivar “a geração de negócios, novos mercados, acesso a informações estratégicas para a melhoria da competitividade, bem como, a disseminação de estudos especializados que fomentem o desenvolvimento econômico das empresas”. Um desses estudos inclui a análise periódica de cenários para os próximos anos no setor industrial brasileiro, o que implica mapear “investimentos estrangeiros e nacionais e apontar oportunidades”. Outro estudo, realizado pela Federação das Indústrias do Estado do Rio de Janeiro, se inspirou na Indústria criativa no Brasil para analisar as perspectivas de crescimento das profissões relacionadas a conhecimento e inovação no país.

### Educação
Esse campo de atuação conta com as ações da Firjan SESI e da Firjan SENAI. A Escola Firjan SESI atua da educação infantil ao ensino médio, tendo como um dos recursos educativos a apresentação de peças de teatro. Além disso, o aprendizado dos números fica mais fácil com as iniciativas lúdicas do programa SESI Matemática, que se aplica tanto a escolas Firjan SESI quanto a unidades Firjan SENAI e escolas públicas.
Já a formação profissional é encabeçada pela Firjan SENAI, voltado para segmentos da indústria, como o automotivo, o de bebidas, o de eletrônica e o gráfico. Tanto a escola quanto os cursos são aprimorados por meio do Programa Conectividade, que emprega novas tecnologias educacionais para melhorar o ensino e a aprendizagem. A graduação tecnológica de nível superior fica por conta da Faculdade SENAI Rio, que forma tecnólogos para o mercado de trabalho. Para o desenvolvimento das empresas fluminenses – no que diz respeito a gestão, processos, produtos e serviços –, existem os Centros de Tecnologia SENAI Rio, voltados para as áreas de automação/simulação, solda, alimentos/bebidas e meio ambiente. Tanto para consultoria quanto para formação profissional.
Uma atividade comum às duas entidades é o Seminário Conecta, que todos os anos reúne autoridades, alunos e professores para refletir sobre o papel do professor e encontrar a melhor forma de incorporar as tecnologias na educação. As parcerias com outras instituições também são firmadas a fim de fortalecer ainda mais os programas de educação e cidadania.

### Qualidade de vida
A Firjan promove a qualidade de vida por meio de serviços e programas. As unidades Firjan SESI espalhadas pelo estado oferecem infraestrutura propícia a lazer, esporte, saúde e cultura para a sociedade.
Além de ações nas unidades, a entidade realiza o programa Ação Global, um mutirão que presta serviços para populações que carecem de serviços básicos nas áreas de saúde (como exame de vista e identificação do tipo sanguíneo), cidadania (como emissão de CPF e orientação jurídica) e lazer, cultura e esporte (como artesanato, apresentação de corais e atividades desportivas). Nas comunidades pacificadas pelas UPPs, o programa Sesi Cidadania realiza um trabalho semelhante, ou seja, promove educação, esporte, lazer e cultura para os moradores, só que de forma permanente e in loco.
Quando o objetivo é promover o acesso à arte, entra em cena a Firjan SESI Cultura, programa que oferece música, teatro, dança e outras atividades a preços populares. Destacam-se o X-Tudo Cultural Sesi, evento anual que promove diversas manifestações artísticas com entrada franca, e o Sesi In Jazz Festival, encontro que une artistas consagrados e novos talentos do Jazz.

## Entidades
A Firjan, portanto, atua de forma integrada por meio das cinco entidades que o compõem:

### Firjan
A Firjan desenvolve e coordena estudos, pesquisas e projetos para orientar as ações de promoção industrial e novos investimentos no estado. Seus conselhos empresariais temáticos e fóruns empresarias setoriais discutem tendências e lançam diretrizes para ações de apoio e assessoria às empresas. Hoje, mais de 100 sindicatos industriais são filiados à Firjan, representando mais de 10 mil empresas de todo o estado do Rio de Janeiro.

### Firjan CIRJ
A Firjan CIRJ possibilita às empresas a ele associadas acesso, em condições diferenciadas, aos serviços oferecidos pelas cinco instituições integrantes da Firjan. Seu objetivo é promover a competitividade empresarial e defender os interesses dos filiados. O atendimento é personalizado.

### Firjan SENAI
A Firjan SENAI promove aprendizagem industrial, qualificação e especialização de trabalhadores por meio de cursos diversos. Possui uma rede de 42 unidades operacionais fixas - entre elas, cinco Centros de Tecnologia de referência nacional e regional - e 30 unidades móveis.

### Firjan SESI
A Firjan SESI desenvolve ações para a promoção da saúde, educação, esporte, lazer e cultura direcionadas aos trabalhadores, às empresas e à sociedade em geral. A instituição atua também nas áreas de saúde ocupacional, segurança do trabalho e proteção ao meio ambiente. Conta com 30 unidades operacionais distribuídas por todo o estado.

### Firjan IEL
A Firjan IEL promove a capacitação empresarial e desenvolve projetos de incentivo ao empreendedorismo, contribuindo para a modernização e o crescimento da indústria. Além disso, procura unir universidades e instituições de pesquisa ao mundo empresarial.

## História
A fim de fomentar a indústria brasileira, em 1831 foi fundada a Sociedade Auxiliadora da Indústria Nacional (Sain). Essa sociedade privada atuou durante 50 anos como órgão consultivo do governo federal, especialmente nas questões econômicas do Império. Em 1850 – com a extinção da Junta de Comércio, Agricultura, Fábricas e Navegação –, a Sain também passou a ser órgão de concessão de fábricas e invenções, o que a própria considerava um obstáculo ao desenvolvimento industrial.
Descontentes, industriais associados à Sain pediram revisão de estatutos e políticas para que satisfizessem aos seus interesses. No Rio, quem defendia os interesses do setor têxtil era o Centro Industrial de Fiação e Tecelagem de Algodão, mas faltava um órgão que unificasse representantes de toda a indústria nacional. Isso aconteceu quando a Sain se uniu a esse Centro, em 1904, para constituir o Centro Industrial do Brasil (CIB), que defendeu fortemente a tarifa alfandegária.

### Primeira Guerra Mundial
Com o advento da Primeira Guerra Mundial, a indústria acabou se beneficiando no médio prazo. Como o Brasil era grande importador de produtos industrializados dos países em guerra e estes, por sua vez, reduziram drasticamente as exportações para focar em suas operações bélicas, o país foi obrigado a substituir as importações, ampliando assim o parque fabril nacional.
"Dos 3.400 estabelecimentos industriais, existentes em 1910, passou-se, 10 anos mais tarde, para 13.600, com o número de operários se elevando de 150 mil para 275 mil, enquanto o valor da produção industrial evoluiu de 769 mil para 3 milhões de contos."

### Getúlio Vargas
Na década de 1920, o país estava investindo em infraestrutura (hidrelétricas, portos, telefonia e estradas de ferro) e os empresários importavam tecnologia para suprir o desejo pelos produtos mais desejados na época. Mas a grande mudança veio alguns anos depois, quando Getúlio Vargas assumiu o poder, em 1930. Para atender tanto a trabalhadores quanto a empresários, ele criou o Ministério do Trabalho, da Indústria e do Comércio, numa política industrial nacionalista.
- Benefícios para trabalhadores: por meio de nova legislação, fixou a jornada de trabalho em oito horas e regulamentou o trabalho de mulheres e crianças. Ele também criou institutos de previdência social e transformou empregados em assalariados;
- Benefícios para empresários: investiu em indústrias, novas tecnologias e na diversificação da economia, indo contra as oligarquias dominantes.

### O nascimento das entidades
Em 1931, o Centro Industrial do Brasil (CIB) se transformou na Federação Industrial do Rio de Janeiro (Firj) para representar a classe do setor secundário fluminense. Menos de dois anos depois foi fundada a Confederação Industrial do Brasil (que herdou a sigla CIB) para, em 1938, se transformar na Confederação Nacional da Indústria. Em 1937 entrou em cena, ainda, a Federação dos Sindicatos Industriais do Distrito Federal (FSIDF), que em 1941 passou a se chamar FIRJ (Federação das Indústrias do Rio de Janeiro).
Não foi a toa que o crescimento continuou vigoroso nesse período: “Os estabelecimentos industriais, que eram em número de 13 mil em 1920, passaram a 50 mil em 1940, com o valor da produção industrial evoluindo, no mesmo período, de 3,2 milhões para 17,5 milhões de contos de réis.”

### Gaspar Dutra, SESI e SENAI
No entanto, com a deposição de Vargas e a entrada de Eurico Gaspar Dutra, caíram os investimentos do governo no segundo setor, causando a estagnação da indústria nacional. Mas essa política econômica do laissez-faire acabou junto com o fim das reservas de dólares, em 1947. Logo depois da Segunda Guerra Mundial, Dutra atribuiu à CNI a criação do Serviço Social da Indústria (SESI) – que buscava melhorar as condições dos operários em áreas como habitação, higiene e transporte, visando à inclusão social e à cidadania – e do Serviço Nacional de Aprendizagem Industrial (SENAI) - que buscava "imbuir os operários da ética do trabalho pela qual gostam de se guiar os industriais", ou seja, ordem, dedicação e empenho. Os departamentos regionais de ambos “seriam operacionalizados pelas federações estaduais da indústria.”

### Vargas, BNDES e Petrobras
Em 1951, Vargas retoma o poder e torna a investir na indústria de base, transportes e energia. Vale citar duas grandes ações nesse sentido:
- A criação do Banco Nacional de Desenvolvimento Econômico e Social (BNDES), em 1952, para o financiamento de empreendimentos industriais e de infraestrutura;
- A constituição da Petrobras, em 1953, para operar nas atividades relacionadas ao setor de petróleo, gás natural e derivados.

### Juscelino Kubitschek
Após a morte de Vargas, Juscelino Kubitschek assumiu em 1956 e “anunciou seu Plano de Metas, visando prioritariamente aos setores de energia (43,4% dos investimentos previstos), transporte (29,6%), indústria de base (20,4%) e alimentos (6,6%).” Com o desenvolvimentismo em pauta, cresceram muito a indústria siderúrgica, a produção de petróleo e a energia hidrelétrica.

### Até os dias de hoje
De lá para cá, a Firj evoluiu e fortaleceu sua atuação: em 1958 ela mudou o nome para Federação das Indústrias do Distrito Federal; em 1960 tornou-se Federação das Indústrias do Estado da Guanabara (Fiega) e, em 1975, passou a se chamar Federação das Indústrias do Estado do Rio de Janeiro (Firjan), denominação atual. Mas a Firjan só veio mesmo a ser implantado em 1994, quando uniu sob uma mesma rede: FIRJAN, CIRJ e as entidades vinculadas SESI Rio, SENAI Rio e IEL Rio – respectivamente criadas em 1975, 1941, 1943, 1946 e 1969. 

## Sistema S
SESI e SENAI não estão sozinhos na missão de promover atividades que objetivam o aprimoramento profissional e a assistência à sociedade. Os dois se unem a outras entidades para formar o que se convencionou chamar de "Sistema S", pois seus nomes começam com essa letra. Além de SENAI e SESI, fazem parte desse sistema:
- Serviço Nacional de Aprendizagem do Comércio (SENAC);
- Serviço Social do Comércio (SESC);
- Serviço Brasileiro de Apoio às Micro e Pequenas Empresas (SEBRAE);
- Serviço Nacional de Aprendizagem Rural (SENAR);
- Serviço Social de Transporte (SEST);
- Serviço Nacional de Aprendizagem do Transporte (SENAT);
- Serviço Nacional de Aprendizagem do Cooperativismo (SESCOOP).

Esse grupo de organizações, que possuem características parecidas, também atua com consultoria, assistência técnica e pesquisa.

## Representações regionais
- Sul Fluminense - sede Resende
- Baixada Área I - sede Nova Iguaçu
- Baixada Área II - sede Duque de Caxias
- Serrana - sede Petrópolis
- Leste Fluminense - sede Niterói
- Norte Fluminense - sede Campos dos Goytacazes
- Noroeste Fluminense - sede Itaperuna
- Firjan Sede - Rio de Janeiro
- Centro-Norte Fluminense – Nova Friburgo